# Wálter López Cardenas
Wálter López Cardenas (La Labor, 1 september 1977 – Guatemala, 9 augustus 2015) was een Hondurees voetballer die met het Hondurese voetbalteam onder meer deelnam aan de Olympische Spelen in Sydney (2000).
López werd op 9 augustus 2015 neergeschoten vlak buiten het voetbalstadion van La Mestilla in Guatemala. Hij kwam onder meer uit voor CD Olimpia, BSV Bad Bleiberg en Austria Salzburg. López speelde dertien officiële interlands voor zijn vaderland.
Ook een jongere collega van hem, Arnold Peralta, werd datzelfde jaar op straat vermoord. Dat gebeurde op 10 december, toen hij onder vuur werd genomen door twee schutters tijdens het parkeren van zijn auto. Hij overleed ter plekke.